# Чемпионат мира по конькобежному спорту на отдельных дистанциях 2025 — командный спринт (женщины)
Соревнования в командном спринте среди женщин на чемпионате мира по конькобежному спорту на отдельных дистанциях 2025 года прошли 13 марта на катке «Викингскипет» в Хамаре, Норвегия. Участие примут 7 команд отобравшихся по итогам Кубка мира.

## Результаты
| Место | Страна                                                                    | Время           | Отставание      |
| ----- | ------------------------------------------------------------------------- | --------------- | --------------- |
| 1     | Нидерланды · Ангел Далеман · Ютта Лердам · Сюзанне Схюлтинг               | 1.25,57         |                 |
| 2     | Канада · Ивани Блонден · Бруклин Макдугалл · Беатрис Ламарш               | 1.27,23         | +1,66           |
| 3     | Польша · Каролина Босек · Анджелика Вуйцик · Кая Зёмек-Ногаль             | 1.27,80         | +2,23           |
| 4     | Казахстан · Кристина Силаева · Дарья Важенина · Надежда Морозова          | 1.28,78         | +3,21           |
| 5     | Китай · Юй Шихуэй · Тянь Жуйнин · Ван Цзинцзыцянь                         | 1.30,41         | +4,84           |
| 6     | Норвегия · Карина Ягтойен · Джули Нистад Самсонсен · Аврора Гринден Лёвас | 1.29,77         | +4,63           |
|       | Германия · Софи Вармут · Анна Остлендер · Лия Софи Шольц                  | Дисквалификация | Дисквалификация |